# 久保種一
久保 種一（くぼ たねいち、1885年（明治18年）5月1日 - 1971年（昭和46年）12月3日）は、日本の政治家。栃木県足利市長を務めた。

## 経歴
芳賀郡益子町に生まれる。河内郡書記、塩谷郡書記などを経て、1921年（大正10年）7月に足利市助役に就任。助役は1925年（大正14年）9月に退任したが、1929年（昭和4年）5月に再び就任している。助役在任中には市庁舎の改築や上水道の整備、小学校の増築などに取り組んでいる。
1931年（昭和6年）3月17日、足利市長に就任し1937年（昭和12年）2月4日まで務めた。市長在任中には市旗と市歌の制定などを行っている。また、市長退任後に戻った益子では社会教育の分野で尽力し、1963年（昭和38年）には県の文化功労者に選ばれている。
1971年（昭和46年）12月3日、死去。86歳没。